# Кирил Киселички
Кирил Ташков Киселички е български офицер, полковник.

## Биография
Роден е на 1 март 1900 в Кюстендил. Завършва Военното училище в София през 1920 година и Военна академия през 1933 година. Служил е в четиринадесети пехотен македонски полк и тринадесета пехотна дружина. От 1931 г. е в софийската окръжна пеша жандармерия, а на следващата година е в осемнадесети пехотен етърски полк. През 1932 г. служи в първи армейски артилерийски полк, а същата година е изпратен в двадесет и четвърти пехотен черноморски полк. От 1933 г. е в Щаба на армията, където остава до 1936 г. През 1936 година служи във Военното училище. От 1938 е военно аташе в Прага. На следващата година е назначен за началник на секция в щаба на трета армия. От 1942 година е началник-щаб на двадесет и седма пехотна дивизия. От 1944 до 1945 е командир на двадесет и четвърта пехотна дивизия. Началник-щаб на девета пехотна плевенска дивизия, с която участва във Втората световна война. През 1945 г. е началник на снабдителен отдел в Щаба на войската. Уволнен е на 26 януари 1945 година с министерска заповед № 23. Осъден е на смърт от Народния съд през април 1945 година.

## Военни звания
- Подпоручик (4 октомври 1920)
- Поручик (27 ноември 1923)
- Капитан (3 ноември 1928)
- Майор (6 май 1936)
- Подполковник (6 май 1940)
- Полковник (14 септември 1943)